# Gryon rufithorax
Gryon rufithorax är en stekelart som först beskrevs av Alan Parkhurst Dodd 1913.  Gryon rufithorax ingår i släktet Gryon och familjen Scelionidae. Inga underarter finns listade i Catalogue of Life.